# Estudando o Samba
Estudando o Samba é um álbum do cantor brasileiro Tom Zé, lançado em 1976.

## Descrição
O álbum originalmente se chamaria Entortando o Samba, mas Zé achou que seria um título "pretensioso" e decidiu trocá-lo.
Lançado em 1976, o LP passou despercebido pela crítica nacional. Além da mesma inventividade apresentada em Todos os Olhos, seu álbum anterior, Estudando o Samba revê o principal gênero musical brasileiro, o samba. Tom Zé convidou o sambista Elton Medeiros para fazer algumas parcerias. Essa obra experimental do cantor baiano acabou por afastá-lo ainda do grande público. O álbum foi redistribuído no final da década de 1980 pelo ex-Talking Head David Byrne, que teria sido "fisgado" pela capa inusitada ao entrar numa loja no Rio de Janeiro em 1986. Relançado no mercado internacional em 1990 em uma compilação, o disco foi aclamado pela imprensa internacional - como os jornais norte-americano The New York Times e francês Le Monde - e especializada como a revista norte-americana Rolling Stone.
O LP foi eleito em uma lista da versão brasileira da revista Rolling Stone como o 35º melhor disco brasileiro de todos os tempos.
O documentário Manda Bala utilizou uma das músicas do álbum na trilha sonora.

### Capa
A capa do disco é quase inteiramente em branco, exceto pelo próprio nome da obra e do artista e por uma corda e um arame farpado que aparecem no rodapé. Tom Zé queria com essas linhas fazer uma referência à ditadura militar então vigente no Brasil, e também à maneira rígida como o samba era executado, com seu ritmo sempre ditado pelos diretores de escolas de samba.
O seu nome aparecia propositalmente em fonte bem menor que a do nome do disco. Em uma entrevista de 2019, ele disse não se lembrar do porquê da fonte pequena, mas achava que queria se "esconder" atrás do disco.

## Faixas
Lado A
1. "Mã" (Tom Zé)
2. "A Felicidade" (Tom Jobim - Vinicius de Moraes)
3. "Toc" (Tom Zé)
4. "Tô" (Élton Medeiros - Tom Zé)
5. "Vai (Menina Amanhã de Manhã)" (Perna - Tom Zé)
6. "Ui! (Você Inventa)" (Odair - Tom Zé)

Lado B
1. "Doi" (Tom Zé)
2. "Mãe (Mãe Solteira)" (Élton Medeiros - Tom Zé)
3. "Hein?" (Tom Zé - Vicente Barreto)
4. "Só (Solidão)" (Tom Zé)
5. "Se" (Tom Zé)
6. "Índice" (José Briamonte - Heraldo do Monte - Tom Zé)

## Ficha técnica
- Produção : Heraldo do Monte
- Arranjos: José Briamonte
- Técnicos de Som: José Antonio (Zé Cafi) Marcos Vinicios ("Só" - "Mãe Solteira")
- Heraldo: Violão, etc
- Edson: Violão, Viola
- Dirceu Medeiros: Bateria
- Cláudio: Contrabaixo
- Natal, Osvaldinho: Percussão
- Vicente Barreto: Violão e palpites
- Rosário: Arregimentação e discursos
- Eloa, Vera, Sidney e Roberto: Vozes
- Pessoal de Santana: Santana, Osório, Vilma, Carlos, Celso, Vagner, Puruca (ou Pituca): Vocais
- Odair Corona: Coordenação de Produção
- Téo da Cuica: Tambor D' água e outros instrumentos de sua criação (em "A Felicidade")
- Branca de Neve: Surdo
- Estúdio de Gravação - Sonima e Vice-Versa (em "Só" - "Mãe Solteira")
- Capa Walmir Teixeira.